# Сент-Фуа-ла-Гранд
Сент-Фуа-ла-Гранд (фр. Sainte-Foy-la-Grande) — коммуна во Франции, в регионе Аквитания, департамент Жиронда. Население составляет 2544 человек (2009).
Сент-Фуа-ла-Гранд была основана как типичная бастида 16 июля 1255 года Альфонсом де Пуатье (1220—1271). В 1541 году перешёл в протестантизм и долгое время оставался духовным центром кальвинизма.